# Milsko (województwo lubuskie)
Milsko (niem. Milzig) – wieś w Polsce położona w województwie lubuskim, w powiecie zielonogórskim, w gminie Zabór. W latach 1975–1998 miejscowość administracyjnie należała do województwa zielonogórskiego.

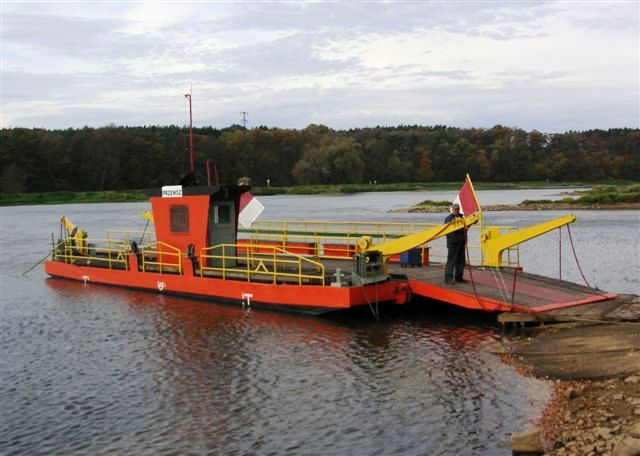
Prom w Milsku

We wsi funkcjonowała przeprawa promowa przez Odrę.
28 października 2022 oddano do użytku most na Odrze o długości 364 m (długość przęsła nurtowego 115 m) i wysokości 5 m nad lustrem wody. Koszt jego budowy wyniósł 83 mln zł. Wraz z mostem oddano do użytku nowy, 9,2-kilometrowy odcinek drogi wojewódzkiej nr 282.

## Zabytki
Do wojewódzkiego rejestru zabytków wpisany jest:
- kościół filialny pod wezwaniem św. Jadwigi, barokowy z XVIII wieku, w końca XIX wieku.